# Equetus lanceolatus
El pez cuchillo de Jack (Equetus lanceolatus) es una especie de pez de la familia Sciaenidae en el orden de los Perciformes.

## Morfología
Los machos pueden llegar alcanzar los 25 cm de longitud total.

## Alimentación
Come principalmente  camarones y cangrejos, y, en segundo término, poliquetos y moluscos gasterópodos.

## Hábitat
Es un pez de mar de clima tropical (37°N-16°S) y asociado a los  arrecifes de coral que vive entre 10-60 m de profundidad.

## Distribución geográfica
Se encuentra en el Océano Atlántico occidental: desde Bermuda y Carolina del Norte (los Estados Unidos) hasta  Río de Janeiro  (el Brasil ).